# Martinsyde
Martinsyde war ein britischer Hersteller von Flugzeugen und Motorrädern. Das Unternehmen war von 1908 bis 1922 in Woking und Brooklands ansässig.

## Geschichte
Das Unternehmen entstand 1908 als Partnerschaft zwischen H. P. Martin und George Handasyde unter dem Namen Martin & Handasyde. Das erste Eindecker-Flugzeug wurde 1908–1909 gebaut und schaffte es, vom Boden abzuheben, bevor es in einem Sturm zerstört wurde. Die beiden bauten Nachfolgemodelle, hauptsächlich Eindecker. Einer ihrer Doppeldecker, die S.1 sorgte 1914 dafür, dass Martin & Handasyde sich zum erfolgreichen Flugzeughersteller entwickelte.
1915 benannten die beiden Gründer die Firma in Martinsyde Ltd um und wurden zum drittgrößten Flugzeughersteller des Vereinigten Königreiches im Ersten Weltkrieg. Sie hatten Flugzeughangars in Brooklands und eine große Fabrik im nahegelegenen Woking.

## Flugzeuge

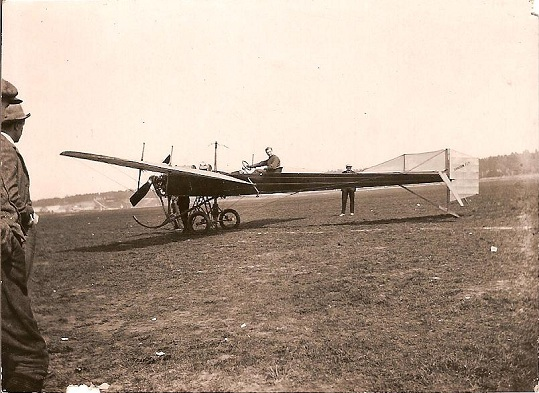
Martin-Handasyde No.4B Dragonfly (1911) in Brooklands

Folgende Flugzeugtypen stellten Martin & Handasyde und das Nachfolgeunternehmen Martinsyde her:
- Martin-Handasyde No.3 – Sportflugzeug, 1910
- Martinsyde S.1 – Einsitzer, 1914
- Martinsyde G100 und G102 "Elephant" – ab 1915
- Martinsyde RG
- Martinsyde F.1
- Martinsyde F.2
- Martinsyde F.3 – Flugzeug für private Zwecke mit Rolls-Royce Falcon-Motor, wegen des Fehlens von Motoren wurde nur eine kleine Anzahl gebaut.
- Martinsyde F.4 Buzzard – Jagdflugzeug, die F.3 mit Hispano-Suiza-Motor
- Martinsyde Semiquaver – Rennflugzeug

Eine Reihe von übrigen Buzzard-Flugzeugen wurden später von der Aircraft Disposal Company (ADC) mit einem neuen Motor, dem Armstrong Siddeley Jaguar, ausgestattet und 1924 als Martinsyde ADC.1 verkauft. ADC stellte auch Weiterentwicklungen der F.4 her: zwei ADC Nimbus entstanden als Prototypen. Das Unternehmen baute auch die B.E.2c und die S.E.5a als Unterauftragnehmer.

## Motorräder

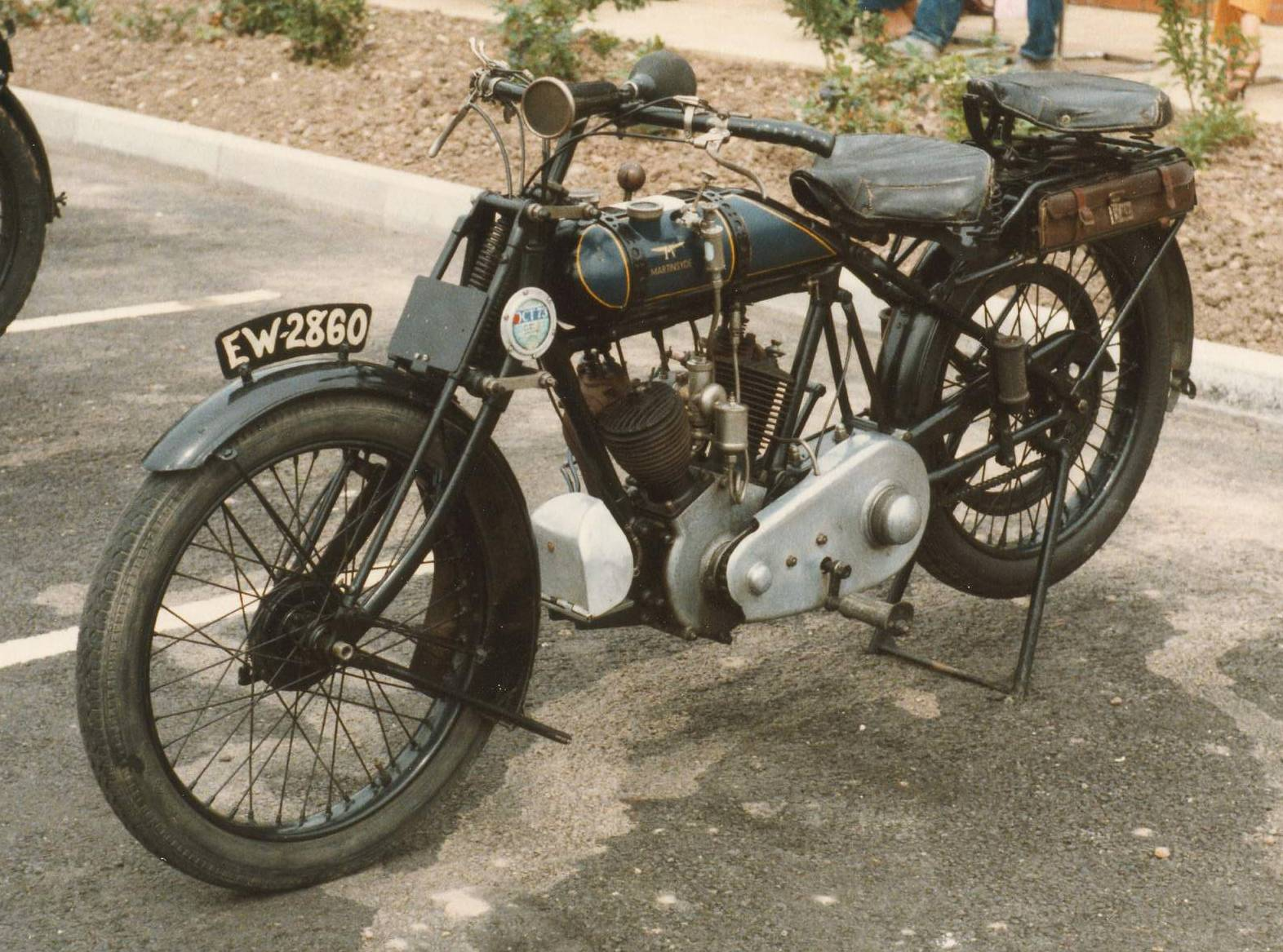
Martinsyde Model C, 498 cm³ (1922)

1919 begann Martinsyde mit dem Bau von Motorrädern. Sie hatten die Rechte an den Motorkonstruktionen von Howard Newman erworben, die einen 350-cm³-Einzylinder und einen 677-cm³-V2 mit ungewöhnlicher Gegensteuerung (in diesem Falle mit hängenden Auslassventilen und stehenden Einlassventilen) umfasste.
Der 677-cm³-Motor wurde in einen Parallelogrammrahmen mit Brampton-Gabeln eingebaut. Martinsyde musste erste einige Probleme mit den Komponenten lösen, bevor die neue Modellpalette – anfänglich unter dem Handelsnamen Martinsyde-Newman – auf den Markt gebracht werden konnte. Newman, der später auch an der Konstruktion und Fertigung der Ivy-Motorräder beteiligt war, verließ Martinsyde. Das Motorrad mit V2-Motor hatte ein handgeschaltetes Dreiganggetriebe, das in Lizenz von A.J.S. gebaut wurde. Die Motoren von Martinsyde waren sehr flexibel und wurden besonders für Offroad-Wettbewerbe beliebt, wo die Einzylindermotoren sich bald den Ruf großer Zuverlässigkeit erwarben. Solche Wettbewerbe wurden z. B. in Brooklands ausgetragen, wo das Martinsyde-Rennteam 1922 einen Teampreis errang. Die Maschinen wurden aber auch bei der Schottischen Sechstagefahrt eingesetzt.
Martinsyde-Motorräder gab es mit Beiwagen und 1920 folgte auf die Martinsyde 680 das Modell 500 und 1921 eine Sportversion. 1922 stellte Martinsyde ein 738-cm³-Sportmodell mit V2-Motor namens Quick Six her, das 22 bhp (16,2 kW) leistete und eine Höchstgeschwindigkeit von 128 km/h erreichte. Der Motor hatte immer noch die „umgekehrte Gegensteuerung“ mit seitlich stehenden Einlassventilen und hängenden Auslassventilen, dafür aber Ricardo-Zylinder, genau ausgewuchtete Schwungräder, alle bewegten Teile in Leichtausführung, rundherum bearbeitete Stoßstangen aus Nickelstahl und ein Dreiganggetriebe mit enger Gangabstufung. Martinsyde erprobte neue Konstruktionen, wie zum Beispiel Blattfedern als Ventilfedern, aber noch 1922 wurde die Fabrik in Woking durch einen Brand zerstört, sodass das Unternehmen in Insolvenz geriet. Seit 1919 waren etwa 2000 Motorräder entstanden. Die Rechte am Motorradbau erwarb die Bat Motor Manufacturing Company die dann 1924 und 1925 noch eine Reihe von Zweizylindermotorrädern baute und dann die Produktion einstellte.